# 광양중학교 축구부
광양중학교 축구부는 전라남도 광양시에 위치한 광양중학교의 축구부이다.

## 같이 보기
- 광양중학교